# Torre Mediapro
La Torre Mediapro és un edifici de Barcelona que forma part de l'Inventari del Patrimoni Arquitectònic de Catalunya.

## Descripció
Edifici de l'any 2008 situat a l'avinguda Diagonal amb cantonada al carrer de la Llacuna i el carrer Roc Boronat. A la mateixa illa trobem el Campus de Comunicació - Poblenou de la Universitat Pompeu Fabra i al costat, l'edifici seu de RBA. La construcció d'aquest edifici s'emmarca dins el projecte de remodelació del barri conegut com a Districte 22@ on aquest edifici ocupa un espai important en la voluntat d'impulsar l'emergència del sector de les telecomunicacions a Barcelona.
El projecte de l'edifici és obra del despatx d'arquitectes conegut com a OAB Oficina d'Arquitectura de Barcelona en el qual en aquest projecte hi treballaren Carlos Ferrater, Xavier Martí Galí i Patrick Genard.
La façana principal segueix el traçat de l'Avinguda Diagonal, les quatre primeres plantes del qual s'obren per donar lloc a un passatge cobert d'accés públic als vianants que permet creuar des de la Diagonal fins al carrer Bolívia creuant també l'edifici d'oficines de RBA. La planta de l'edifici fa un gir per aconseguir aquesta façana a la Diagonal, la profunditat de la planta i obrir les visuals de l'edifici amb l'entorn del voltant. A la vegada, el nivell inferior també es desvia de la vora de la finca per generar un nou pla diferent, marcar l'eix horitzontal i també permetre l'obertura dels edificis del voltant. Els pisos superiors busquen en diagonal l'aresta superior de la torre, formant d'aquesta manera un conjunt gairebé escultòric a partir d'aquest volum. La superposició de les diferents plantes i voladissos permeten disposar també d'un espai de terrassa i mirador.
L'edifici es caracteritza pels pilars d'acer que estructuren l'edifici, marcadament perimetral, i caracteritza formalment l'edifici unificant la façana exterior a través d'aquests elements sostenidors pintats de color bronze, similar a la gran biga Vierendeel. Així mateix, organitza les finestres de forma única i permet la facilitat d'usos de l'interior. El cos horitzontal s'utilitza per a la docència audiovisual i espais per a la producció, mentre que els pisos de la torre són espais d'oficina.